# Grabplatte des Bischofs Robert Hallum von Salisbury

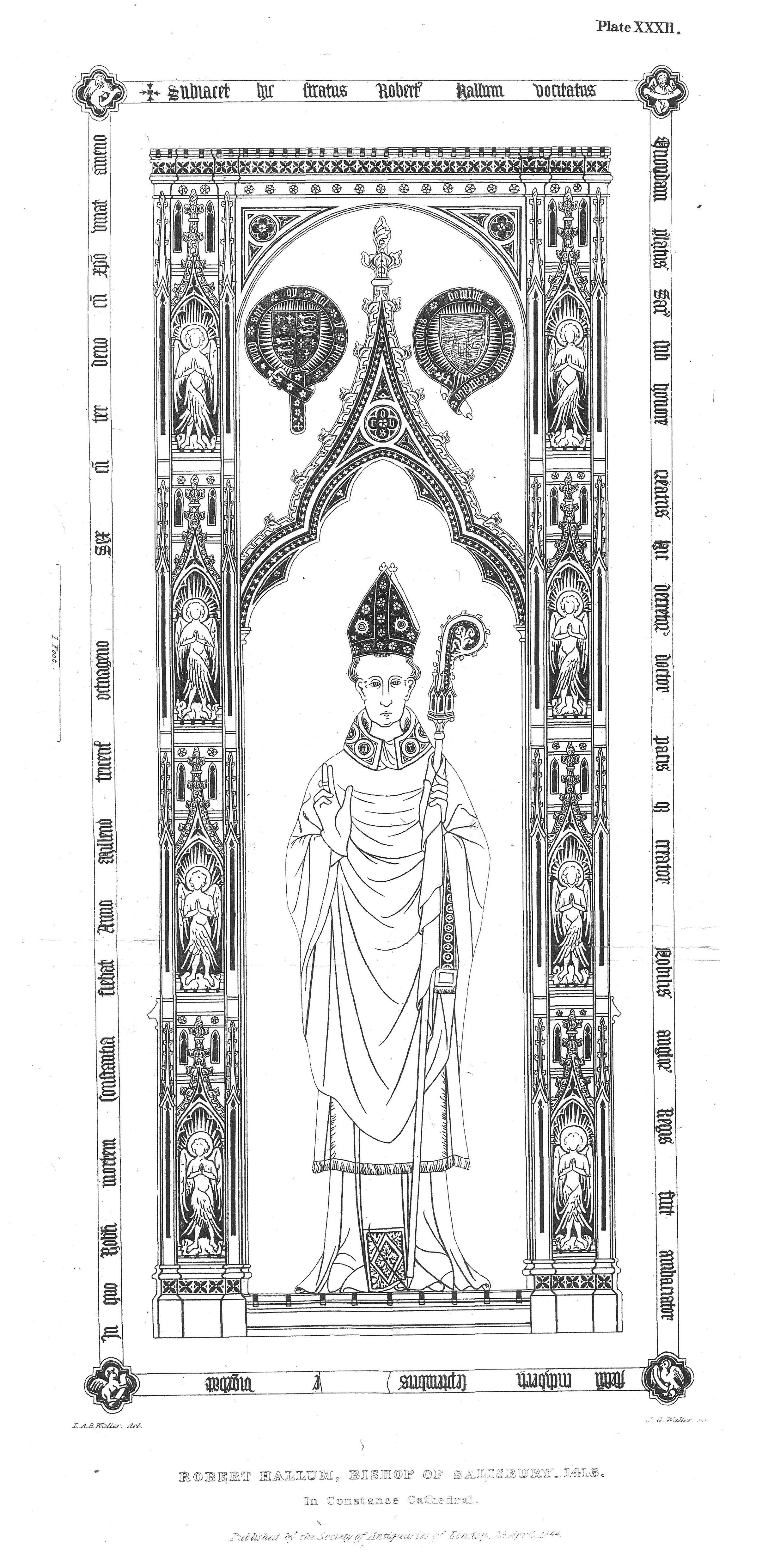
Grabplatte des Robert Hallum, Bischof von Salisbury, im Chor des Konstanzer Münsters. Stahlstich der Gebrüder Waller von 1864.

Die Grabplatte des Bischofs Robert Hallum von Salisbury ist ein Grabmal im Chor des Konstanzer Münsters. Sie gilt als eines der bedeutendsten Beispiele für eine englische Messinggrabplatte („monumental brass“, „Brasse“) auf dem europäischen Festland. 

## Robert Hallum
Robert Hallum († am 4. September 1417 auf Schloss Gottlieben) war ein englischer Kleriker, Gelehrter und Kirchenpolitiker. Er war Kanzler der Universität Oxford (1403–1405) und Bischof von Salisbury (1407–1417). Hallum führte die englische Gesandtschaft auf dem Konstanzer Konzil an; dort verstarb er und wurde, seinem Testament entsprechend, beim Hochaltar der Konstanzer Domkirche bestattet. 

## Beschreibung der Grabplatte
Das Grabmal von Robert Hallum ist erhalten und weist die charakteristische Form einer englischen Messinggrabplatte auf: Es handelt sich um eine Kalksteinplatte (Höhe 253 cm, Breite 122,5 cm) aus den Steinbrüchen von Purbeck in Dorset („Purbeck-Marmor“). In diese Platte ist oberflächenbündig das Bild eines stehenden Bischofs eingelassen, umrahmt von gotischer Architektur und einem Inschriftenband; diese Elemente bestehen aus graviertem Messing und sind wahrscheinlich in einer Londoner Werkstatt gefertigt worden. Als Auftraggeber kommt am ehesten König Heinrich V. von England in Frage, in dessen Auftrag Robert Hallum nach Konstanz gereist war. 

### Das Bild des Bischofs

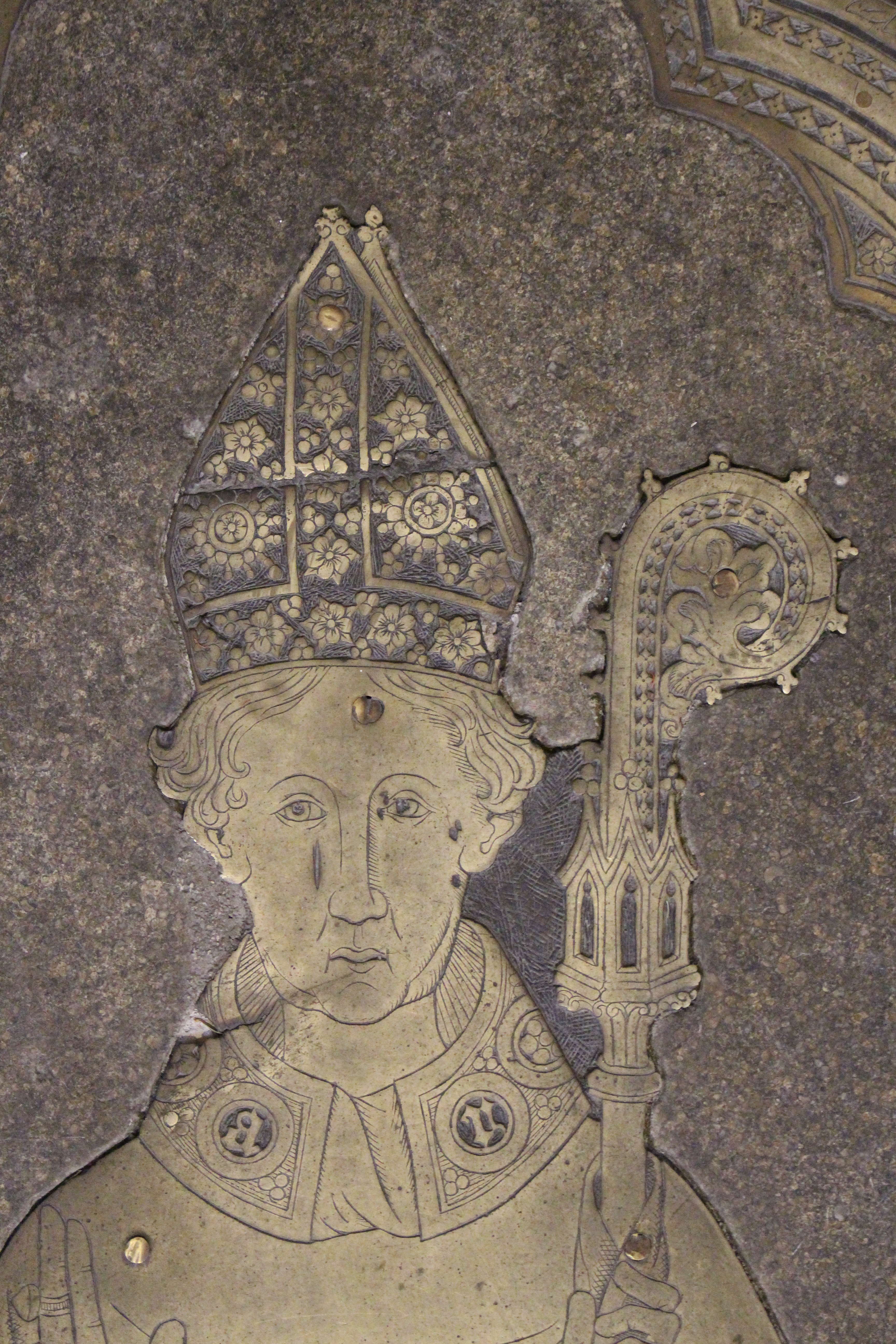
Bildnis des Bischofs auf der Grabplatte des Robert Hallum, Bischof von Salisbury, im Konstanzer Münster

Das Hauptbild zeigt einen Bischof in priesterlichem und bischöflichem Ornat. Ob die Gestalt und die Gesichtszüge eine Porträtähnlichkeit mit dem Verstorbenen aufweisen sollen, ist ungewiss. Das Bild des Bischofs steht in einem rundbogigen Tor, in dessen seitlichen Pilastern je vier tabernakelförmige Nischen mit Engeln angebracht sind. Über dem Bischof befindet sich innerhalb des Rundbogens ein Wimperg, dessen Kielbogenform ein englisches Charakteristikum ist. Flankiert wird er von zwei Wappenschildern mit Schriftbändern, links das englische Königswappen mit dem Schriftband des Hosenbandordens, rechts das vermutlich um die Mitte des 19. Jahrhunderts ergänzte Wappen Bischof Hallums. 

### Die Inschrift

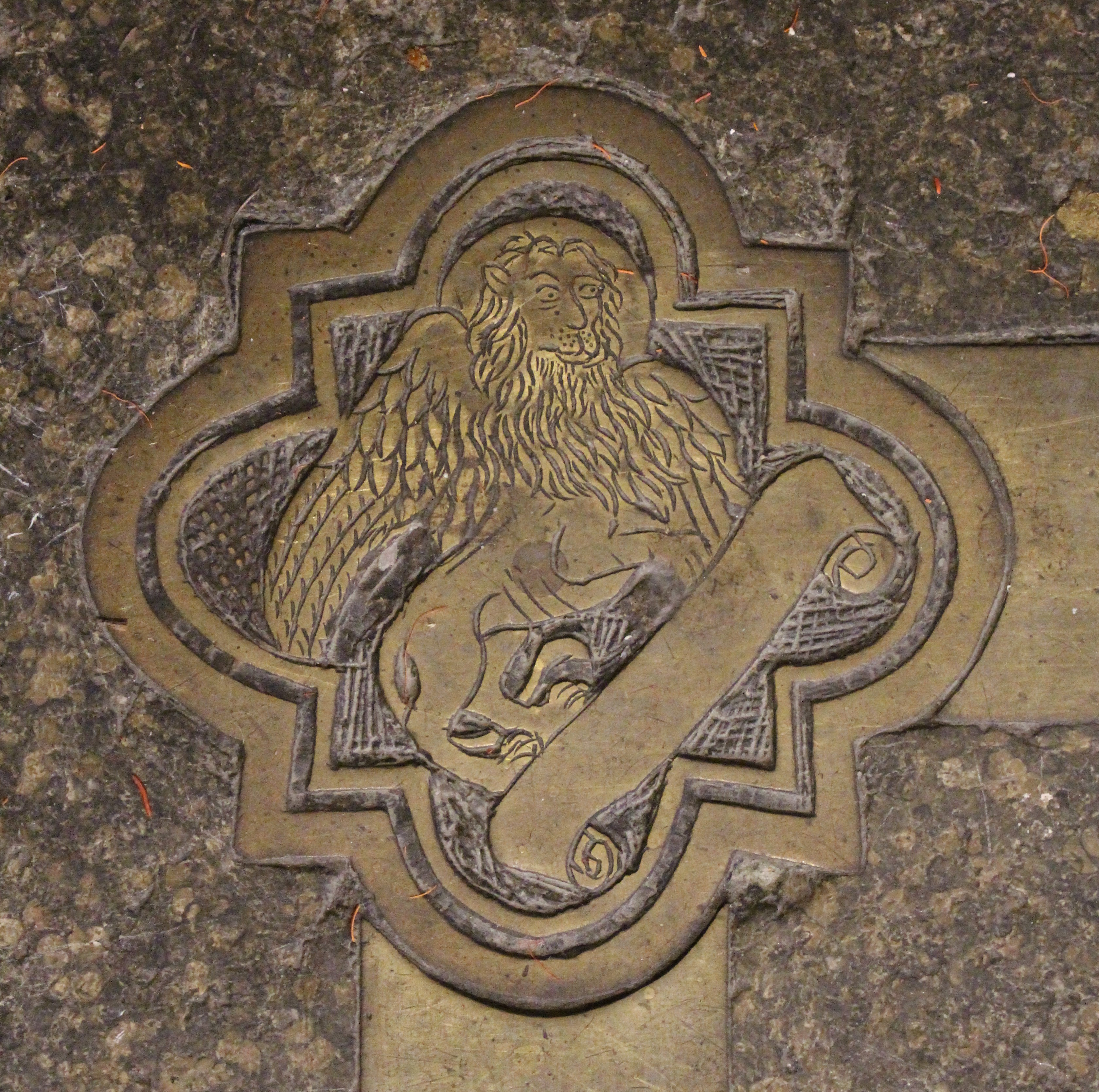
Markuslöwe auf der Grabplatte des Robert Hallum, Bischof von Salisbury, im Konstanzer Münster

Die lateinische Inschrift ist im leoninischen Versmaß abgefasst. Sie nennt Robert Hallum als Bischof von Salisbury, Doktor des Kirchenrechts, Gesandten des englischen Königs und würdigt seinen Beitrag zur Überwindung der Kirchenspaltung. Ferner nennt sie den Tag des Heiligen Cuthbert von Lindisfarne als seinen Todestag; als Todesjahr gibt sie unzutreffend 1416 an. Die Ortsangabe „Constantia“ für Konstanz wurde nachträglich eingepasst: 
„+ subiacet hic stratus Robert Hallum vocitatus / Quondam praelatus Sarum sub honore creatus. Hic decretorum doctor pacisque creator. Nobilis anglorum Regis fuit ambaciator. / Ffestum cuchberti septembris mense vigebat / In quo Roberti mortem Constantia flebat. Anno milleno tricenteno octuageno sex cum ter deno cum Christo viuat ameno.“ (= „Hier unten liegt hingestreckt der Robert Hallum heißt; einst zum Prälaten von Salisbury bestellt, (war) er ein Doktor des Kirchenrechts und Stifter des Friedens. Er ist ein Gesandter des edlen Königs der Engländer gewesen. Der Tag des Cuthbert zeigte sich im September, an dem Konstanz den Tod des Robert beweinte; im Jahre eintausend dreihundert achtzig, dazu sechs und dreimal zehn; er lebe mit dem lieblichen Christus.“).
An den Ecken des Schriftbandes befinden sich Vierpässe mit den Symbolen der Evangelisten. 